# Indricotheriinae
Indricotheriinae − wymarła podrodzina ssaków z rzędu nieparzystokopytnych i rodziny Hyracodontidae, blisko spokrewnionych z dzisiaj istniejącą rodziną nosorożcowatych.
Zwierzęta te posiadały długie kończyny i w przeciwieństwie do dzisiejszych nosorożców nie dysponowały rogami. Powstały w późnym eocenie i żyły do wczesnego miocenu. W późnym eocenie i oligocenie stworzenia te ewoluowały w kierunku coraz większych rozmiarów. Rozwijały się one w lasach deszczowych dzisiejszego Kazachstanu, Pakistanu i południowozachodnich Chin. Później zamieszkiwały też centralną Azję.

## Największe lądowe ssaki
Stworzenia te osiągnęły szczyt rozwoju w środkowym oligocenie i trwał on aż do wczesnego miocenu, kiedy to stały się naprawdę wielkimi zwierzętami, jak rodzaje Indricotherium czy Paraceratherium (nazwy te mogą być synonimami, ale jest kilka ważnych różniących je cech). Tak czy inaczej były to największe lądowe ssaki wszech czasów, podobnych rozmiarów, co średniej wielkości zauropody. Pozostały jednak ograniczone do centralnej Azji, będącej wtedy dużym nizinnym terenem o bujnej roślinności. Kolizja z Indiami, wypiętrzająca Himalaje, spowodowała jednak obniżenie temperatury, pustynnienie i zanikanie środowisk leśnych, co spowodowało wyginięcie tych wielkich kopytnych.

## Rodzaje
- ?†Benaratherium
- †Forstercooperia
- †Indricotherium
- †Juxia
- †Paraceratherium
- †Urtinotherium